# Manuel Bes i Hediger
Manel Bes i Hédiger (Gandesa, 1835 - Tortosa, 6 de novembre de 1882) va ser un advocat i diputat republicà català.
Participà activament en la revolució de 1868 i un cop triomfà fou escollit alcalde de Tortosa. En qualitat d'alcalde de Tortosa fou un dels convocants i protagonistes del Pacte Federal de Tortosa. Participà en l'aixecament federal d'octubre de 1869, però el seu fracàs el va obligar a exiliar-se a França. Indultat pel govern, és rebut a Tortosa l'agost del 1870.
Va ser elegit diputat pel districte de Tortosa del Partit Republicà Democràtic Federal a les eleccions generals espanyoles de 1871 i de 1873. Durant la Primera República Espanyola fou nomenat governador civil de la província de Lleida.
Va morir a Tortosa el 6 de novembre de 1882.